# Karim Bellarabi
Karim Bellarabi, född 8 april 1990, är en tysk fotbollsspelare som spelar för Bayer Leverkusen.

## Landslagskarriär
Bellarabi debuterade för Tysklands landslag den 11 oktober 2014 i en 2–0-förlust mot Polen i kvalet till EM 2016.